# 自書式投票
自書式投票（じしょしきとうひょう）とは、有権者自身が投票用紙に、候補者の氏名、もしくは政党名を自書する投票方式である。自著式投票（じちょしきとうひょう）とも呼ばれる。

## 自書式の特徴
自書式には以下の特徴があると考えられている。

### メリット
- 不正を行った場合、証拠が残りやすい。
- 記号式では候補者名の並び順が結果に影響することがあるが、そのようなことが少ない[2]。
- 立候補者が確定する前から印刷可能[2]。追加立候補（補充立候補）への対応も容易。
- 立候補者が膨大でも投票用紙が小さくて済む[2]。
- 小さい字が読みにくい視力の人でも投票しやすい。

### デメリット
- 被投票者や票の有効性の判定が開票者の判断に委ねられるところが大きい。
- 開票作業に時間が掛かり、また投票における費用が大きい[2]。
- 非識字者のうち、読むことはできるが書くことができない人の投票権が奪われる。また身体障害により自書できない者は代筆者に依頼して投票するしかなく、投票の秘密が守られない。
- 他事記載規制[注釈 1]に触れない範囲での特徴的な記入による不正の余地が排除しきれない。
- 疑問票が増える[2]。複数の候補のいずれを示すか決められない票は按分されるなど、投票先が一意に決まらない票が発生する可能性がある。
- 同姓同名候補の取扱いが難しい。

### その他
明確なメリット、デメリットとは言いがたいが、自書式には以下の特徴があるとする主張がある。
- 有権者に強い責任感が伴う。
- 今まで書いた事の無い氏名には抵抗感が強いため、有名候補有利の可能性がある[2][3]。
- 日本では、氏名に使われている漢字が画数が多かったり、難しかったり、読み方がわかりにくい候補者は、覚えてもらいやすくするため、平仮名で申請することがあり「ひらき」と呼ばれる（例えば、足利尊氏の場合、「足利たかうじ」や「あしかが たかうじ」で申請）。沖縄県では、片仮名で申請する者も多い[1]。
- 母国語使用者が有利なシステムが愛国的で良い・排外的で悪いという意見。

## 日本での有効票の基準
選挙における投票の有効性の判定は各開票所の開票管理者が開票立会人の意見を聴いた上で判断する。自書式では立候補者の名前を書く方式であるため、疑問票が存在してくる。
名字だけ又は名前だけだったり、ひらがな、カタカナ、ローマ字でも、同名の候補が存在せず、他に該当しそうな候補が存在しない場合は有効票と扱われる。 視覚障害者向けの点字投票もある。
また戦前の日本は内地在住の朝鮮人男性の選挙権を認めていたため、1930年からハングルでの投票を許可していた。
同姓の候補があるときその名字のみが記されているような、複数の候補のいずれを示すか決められない票は按分される。按分票は、対象候補に均等に配分されるのではなく、各候補の得票率に比例して配分される。
また、公職選挙法第68条では候補者の他に無意味な記述やイラストなどの他事記載は無効票扱いになる。同条では氏名の他の「職業、身分、住所又は敬称の類」の他事記載は有効票になると規定されている。ただし、同姓同名の候補があるときは、例外的に名前以外の属性を記入することにより投票先を区別することが求められる（記事「北村徳太郎」を参照）。
単記制の投票（日本では一時期の国政選挙を除いて単記制の投票）では、複数の候補者又は政党を記載した場合は無効票扱いになる。
選挙管理委員会では投票日数日前に予想される疑問票に対して、有効か無効かの見解を示すことがある。
選挙管理委員会は政党に投票する比例代表制での投票においては、「本部の所在地、代表者の氏名又は敬称の類」の他事記載は有効票とする規定により、党首の名前をミックスした記載はその政党への有効票とされる見解を示すことがある（例、2005年衆院選において「小泉党」は自由民主党票扱い。「綿貫新党」は国民新党票扱い）。
他にも似たような政党名が存在する場合も見解を示すことがある。なお、有効性の判断は前述したとおり開票管理者が判断するのであり。選挙管理委員会の見解は判断の混乱を避けるための見解にすぎない。
なお、時には選挙戦が大激戦でこうした疑問票の取扱次第で当選する候補が変わる場合があり（特に市町村議会の議員選挙でこうした事態は起こりやすい）、最終的には裁判所における当選訴訟で判断されることになる。
住民投票の場合、「さんせい」「はんたい」「サンセイ」「ハンタイ」は有効だが、「YES」「NO」や「◯」「✕」は無効になる可能性が高い。

### 誤記による疑問票
自書式は紛らわしい記載が多くなる傾向がある。例えば、「河田」候補に対して投票したつもりが誤って「川田」と投票した場合などである。その選挙における立候補者に「川田」という人物が存在しない場合、河田票と扱うか無効票と扱うかの疑問票となる。その場合、選挙管理委員会は有効か無効か判断する。少しの誤記であり、他に該当者と推定される人物が存在しない場合は、有効と判断される場合が多い。
1956年の参議院議員選挙の全国区で次点だった候補（上条愛一）が最下位当選の候補（小西英雄）の当選無効を訴えた裁判の判決では以下の判断が示された。
- 「条」は当用漢字表（現：常用漢字表）で「條」の当用漢字とされており、区別なく用いられる実情にあることから、「上條」が「上条」を表すものではないとは言えない。よって、「上條」票は上条愛一候補と上條某候補との間で按分されるべきである。
- 姓名のうち一部が異なるが近似性が認められる誤記（下条愛一、北条愛一、大西英雄、中西英雄ほか）は有効票とすべきである。
- 誤りが一部だけであるものの、近似性に乏しい誤記（上条敬一、小西正雄ほか）は有効とは認められない。
- 字形が近い文字同士の誤記（條と篠、愛と受など）は有効票とすべきである。
- 漢字が異なっていても読み方が同じと認められる誤記（小西秀夫ほか）は有効票とすべきである。
- 近似性が認められるものの、他の候補者名とも同様の近似性が認められる場合は無効票とすべきである。（川上愛一票は川上嘉候補とも近似する、小林英雄票は小林政夫候補とも近似するため、いずれも無効となる）
- 姓名のうち名のみが記載され候補者が特定できる票（愛一のほかあいち、アイチ等の表記ゆれを含む）は有効となるが、正しい名と誤った姓を記載し、全体として近似性が乏しい場合（上下愛一、西田英雄など）は有効とは認められない。
- 福岡市における小西春雄票は当時の福岡市長と同名であるため、候補者以外への投票として無効票とすべきである。（福岡市外はこの限りではない）
- 名字のみが正しく記載された票は有効（ただし上条（上條）は按分）であるが、大西、中西、川西など候補者ではない名字のみが記載された票は小西候補の有効票とは認められない。
- 「雄英西小」と逆順に記載された票は故意に特異な方法で記載されたと認められ、無記名投票の原則に反するため、無効とすべきである。

2017年11月12日の葛飾区議会議員選挙では、当初「大森ひでこ」及び「大森ようこ」の2票が大森有希子の有効票として扱われ、大森は2175票で落選した会田浩貞と1票差で最下位当選した。しかし、東京都選挙管理委員会はこの2票について、下の名前が同じ候補者がいたため2018年2月21日に無効票と判断し、当落が入れ替わった。大森は裁決を不服として東京高等裁判所に提訴する方針である。2018年7月、東京高裁により原告（大森）の請求が棄却され、同年12月11日付で最高裁判所が上告を受理しなかったため、大森の失職が確定した。

## 自書式投票の採用
国政レベルでの大規模な選挙で、自書式を採用しているのは、先進国の中では日本が唯一である。日本でも国政レベルでの記号式を採用するべきであるとする意見はあり、1994年の公職選挙法改正により一旦は国政選挙における記号式が採用されたが、一度も国政選挙が行われないまま翌1995年に法改正で自書式に戻された。
アメリカ合衆国の一部の州などでは、届出のある候補は記号式投票のリストに載せられているが、それ以外の候補の名前を書き込み投票することも可能とするWrite in方式を採用している。